# إعياء عضلي
الإعياء العضلي هو انخفاض في قدرة العضلة على توليد القوة. قد ينتج الإعياء العضلي من تدريب شديد لكن الإعياء غير السوي قد يكون بسبب عوائق لمراحل عملية الانقباض العضلي أو تداخل مع مراحلها. هناك سببان رئيسيان للإعياء العضلي وهما: القصور في قدرة العصب على توليد إشارة مستدامة (إعياء عصبي)، والسبب الثاني تراجع قدرة الليف العضلي على الانقباض (إعياء أيضي).
لا يستخدم هذا المصطلح على النطاق العالمي، ولكنه مصطلح شائع يصف انخفاض القوة الانقباضية نتيجة تأثيرات مباشرة أو غير مباشرة على هذين العاملين:
نقص الركائز (الوقود) داخل الألياف العضلية.
تراكم المستقلبات داخل الألياف العضلية. تؤثر تلك المستقلبات على تحرر شوارد الكالسيوم أو تتداخل مع قدرتها على تحريض الانقباض العضلي.

## الركائز
تستخدم الركائز كوقود يدعم التقلص العضلي. تتضمن هذه الركائز جزيئات الأدينوسين ثلاثي الفوسفات والجليكوجين وفوسفات الكرياتين. يرتبط الأدينوسين ثلاثي الفوسفات برأس الميوسين ليطلق سلسلة تبدلات تؤدي في النهاية إلى الانقباض العضلي، وذلك وفقًا لنظرية الخيط المنزلق. يخزن فوسفات الكرياتين الطاقة ليسمح بتوليد الأدينوسين ثلاثي الفوسفات بسرعة داخل الخلايا العضلية من الأدينوسين ثنائي الفوسفات وأيونات الفوسفات غير العضوية؛ ما يسمح بانقباضات قوية مستمرة تدوم 5- 7 ثوانٍ. يستخدم الجليكوجين، وهو أحد أشكال تخزين الجلوكوز، لتوليد الطاقة بسرعة بمجرد استهلاك مخازن الكرياتين العضلية؛ وهذا يؤدي لتوليد حمض اللاكتيك.
يشكل نقص الركائز أحد أسباب الإعياء الأيضي. يستهلك الجسم الركائز أثناء التمرين، ما يؤدي إلى نقص مصادر الطاقة داخل الخلايا العضلية. وباختصار، تتوقف العضلات عن الانقباض بسبب نقص مصادر الطاقة اللازمة لذلك.

## المستقلبات
يطلق اسم المستقلبات على المواد الناتجة عن التقلص العضلي. تتضمن هذه المستقلبات: الكلوريد والبوتاسيوم وحمض اللاكتيك والأدينوسين ثنائي الفوسفات والمغنيسيوم ومركبات الأكسجين التفاعلية والفوسفات غير العضوي. يؤدي تراكم المستقلبات بشكل مباشر أو غير مباشر إلى إعياء أيضي داخل الألياف العضلية عبر تأثيرها على تحرر شوارد الكالسيوم من الشبكة الساركوبلازمية أو مساهمتها بانخفاض حساسية جزيئات الانقباض -الأكتين والميوسين- للكالسيوم.

## الكلوريد
يثبط الكلوريد داخل الخلوي انقباض العضلات جزئيًا؛ أي أنه يمنع الانقباض العضلي المحرض بالإنذارات الكاذبة -المنبهات البسيطة التي قد تؤدي للانقباض (كما في الرمع العضلي).

## البوتاسيوم
تؤدي التركيزات العالية من البوتاسيوم إلى انخفاض كفاءة الخلايا العضلية أيضًا؛ ما يسبب التشنج والإعياء. يتراكم البوتاسيوم ضمن النبيبات المستعرضة وحول الألياف العضلية إثر مرور الإشارات المنبهة (جهد الفعل). يغير انتقال شوارد البوتاسيوم الكمون الغشائي المحيط بالألياف العضلية. يؤدي تغير كمون الغشاء إلى انخفاض تحرير الكالسيوم من الشبكة الساركوبلازمية.

## حمض اللاكتيك
ادعى اعتقاد سابق أن الإعياء العضلي ينجم عن تراكم حمض اللاكتيك. بني هذا الافتراض على فكرة امتلاك حمض اللاكتيك تأثير مخمر على العضلات؛ الأمر الذي يثبط قدرتها على الانقباض. ما يزال تأثير حمض اللاكتيك على الأداء غير مثبت لغاية الآن، ولكنه قد يساهم في الإعياء العضلي أو يمنعه.
ينتج حمض اللاكتيك عن عملية التخمير، وقد يساهم في زيادة الحموضة داخل الخلوية. قد يقلل ارتفاع الحموضة من حساسية جهاز الانقباض لشوارد الكالسيوم، ولكنه سيزيد تركيزها في السيتوبلازم عبر تثبيط المضخة الكيميائية التي تنقل الكالسيوم خارج الخلية بشكل نشط. يعاكس ذلك تأثير البوتاسيوم المثبط على كامن الفعل العضلي. يملك حمض اللاكتيك أيضًا تأثير مثبط على أيونات الكلوريد في العضلات ليقلل بذلك من تأثيرها المثبط للانقباض، وهذا يجعل أيونات البوتاسيوم المؤثر المقيد الوحيد للانقباض العضلي. مع ذلك، ستكون تأثيرات البوتاسيوم أقل بكثير لو لم يزيل حمض اللاكتيك أيونات الكلوريد. في النهاية، لا يوجد لغاية الآن دليل قاطع على تقليل حمض اللاكتيك من الإعياء عبر زيادة الكالسيوم داخل الخلايا أو زيادته نتيجة انخفاض حساسية جزيئات الانقباض للكالسيوم.
يستخدم حمض اللاكتيك الآن كمقياس لفعالية تدريبات التحمل مع السعة القصوى للأكسجين.

## روابط خارجية
- Muscle+Fatigue في المكتبة الوطنية الأمريكية للطب نظام فهرسة المواضيع الطبية (MeSH).